# Dioxirane
| Dioxirane                      |
| ------------------------------ |
| (allgemeine Formel)            |
| Dimethyloxiran                 |
| Methyl(trifluormethyl)dioxiran |

Dioxirane sind heterocyclische organisch-chemische Stoffe, die einen Dreiring bestehend aus zwei Sauerstoffatomen und einem Kohlenstoffatom enthalten. Die Oxazirane zählen zu der größeren Stoffgruppe der Dreiringverbindungen mit zwei Heteroatomen im Ring. Man kann die Dioxirane auch als cyclische Peroxide betrachten. Folglich sind viele Dioxirane nur in Lösung stabil und sehr reaktionsfreudig. Oft werden die Dioxirane nur in situ hergestellt und dienen in der Organischen Chemie als Oxidationsmittel.

## Herstellung
Dioxirane werden meist aus Ketonen und Persäuren (z. B. einem Salz der Peroxomonoschwefelsäure) synthetisiert. Dimethyldioxiran kann durch Reaktion von Aceton mit einer neutral gepufferten Lösung von Kaliumperoxomonosulfat (Handelsnamen u. a. Oxone und Caroat) gewonnen werden:

## Verwendung
Präparative Bedeutung als Oxidationsmittel besitzen besonders Dimethyldioxiran und Methyl(trifluormethyl)dioxiran.